# Зыряновка (Иркутская область)
Зыряновка — деревня в Тайшетском районе Иркутской области России. Входит в состав Зареченского муниципального образования. Находится примерно в 35 км к западу от районного центра.

## Население
По данным Всероссийской переписи, в 2010 году в деревне не было постоянного населения.